# Calisoga centronetha
Calisoga centronetha är en spindelart som först beskrevs av Chamberlin och Ivie 1939.  Calisoga centronetha ingår i släktet Calisoga och familjen Nemesiidae. Inga underarter finns listade.